# آبشار تینوی-آن
آبشار تینوی-آن (به انگلیسی: Tinuy-an Falls) آبشاری است که در میندانائو، فیلیپین واقع شده و ارتفاع کلی ریزشگاه آن ۵۵ متر (۱۸۰٫۴ فوت) است.